# 2060 Chiron
A 2060 Chiron kisbolygót és egyben 95P jelű üstököst Charles T. Kowal fedezte fel 1977. október 18-án. A Chiron az első ismert kentaur típusú égitest. Nevét a görög mitológia egy alakjáról, Chiron kentaurról kapta.
Keringési ideje: 50,4 év. Napközelben csak 8,4 csillagászati egységre van a Naptól, ilyenkor fejleszt egy kis kómát maga körül, így üstökösnek is minősül.